# Namibia (komiks)
Namibia (tytuł oryginału Namibia) – francuska seria komiksowa z gatunku science fiction, autorstwa scenarzystów: Luiza Eduarda de Oliveiry, tworzącego pod pseudonimem Leo, i Rodolphe’a Daniela Jacquette’a, tworzącego pod pseudonimem Rodolphe, oraz rysownika Bertranda Marchala. Została opublikowana w pięciu tomach w latach 2010–2015 przez wydawnictwo Dargaud. W Polsce cała seria ukazała się nakładem wydawnictwa Egmont Polska w jednym albumie zbiorczym w 2018.
Namibia jest kontynuacją serii komiksowej Kenia.

## Fabuła
Rok 1948. Krótko po wydarzeniach z poprzedniej serii Kenia, brytyjska agentka Kathy Austin, wyrusza do Namibii, by zbadać na tamtejszej pustyni niepokojące zjawiska mające miejsce w tym samym czasie: inwazję ogromnych owadów niszczących uprawy, nagłe starzenie się ludzi i aktywność Hermanna Göringa, hitlerowskiego zbrodniarza, uznanego dotąd za zmarłego.

## Tomy
| Tom | Tytuł i rok wydania polskiego | Tytuł i rok wydania oryginalnego |
| --- | ----------------------------- | -------------------------------- |
| 1   | Epizod 1 (2018)               | Épisode 1 (2010)                 |
| 2   | Epizod 2 (2018)               | Épisode 2 (2010)                 |
| 3   | Epizod 3 (2018)               | Épisode 3 (2012)                 |
| 4   | Epizod 4 (2018)               | Épisode 4 (2013)                 |
| 5   | Epizod 5 (2018)               | Épisode 5 (2015)                 |